# Gujana Brytyjska na Igrzyskach Imperium Brytyjskiego 1930
Gujana Brytyjska wystartowała na Igrzyskach Imperium Brytyjskiego w 1930 roku w kanadyjskiej miejscowości Hamilton jako jedna z 11 reprezentacji. Była to pierwsza edycja tej imprezy sportowej. Reprezentacja Gujany zajęła ósme miejsce w  generalnej klasyfikacji medalowej igrzysk, zdobywając jeden srebrny i jeden brązowy medal.

## Medale
| Dyscyplina    | Złoto | Srebro | Brąz | Razem |
| ------------- | ----- | ------ | ---- | ----- |
| Lekkoatletyka | -     | 1      | -    | 1     |
| Wioślarstwo   | -     | -      | 1    | 1     |
| Razem         | 0     | 1      | 1    | 2     |

### Medaliści
Lekkoatletyka
- Colin Gordon - skok wzwyż mężczyzn

 Wioślarstwo
- J.L. Matthews, F.O. Comes, P. Bagley, E.M. Gonsales, J. Jardin - czwórki ze sternikiem mężczyzn